# Clayton Blackmore
Clayton Graham Blackmore (Neath, 23 settembre 1964) è un allenatore di calcio ed ex calciatore gallese, di ruolo centrocampista.

## Biografia
Era un giocatore noto per il suo spirito combattivo, bravo a colpire su punizione e capace di giocare in diversi ruoli. Preferiva giocare in difesa come terzino, ma poteva essere impiegato anche come ala, e addirittura come attaccante d'emergenza in caso di infortuni.

## Carriera

### Giocatore

#### Club

##### Manchester United
Si unì alla squadra del Manchester Utd all'età di 14 anni, e fu titolare nella finale della FA Youth Cup nel 1982.
Fece la prima apparizione per lo United il 16 maggio 1984 nella sconfitta 2-0 contro il Nottingham Forest. Nelle stagioni successive giocò in poche occasioni, fino all'arrivo di Sir Alex Ferguson al Manchester United. Dalla stagione 1988-1989 iniziò a giocare titolare come ala o terzino, e continuò così fino alla vittoria della FA Cup nel 1990, 1-0 contro il Crystal Palace dopo aver pareggiato la prima partita 3-3. Giocò titolare come terzino sinistro nella stagione successiva quando lo United vinse la Coppa delle Coppe UEFA nel 1991, ma perse il posto da titolare con l'arrivo di Paul Parker come terzino destro e lo spostamento di Denis Irwin a sinistra. Dopo di che, perse anche la possibilità di giocare come ala sinistra a causa dei giovani emergenti Lee Sharpe e Ryan Giggs. Nonostante ciò, nella stagione 1991-1992 fece 33 apparizioni in campionato, giocando in diversi ruoli, ma con il passare del tempo fu considerato sempre meno utile per la squadra e fu venduto al Middlesbrough nel 1994.
I più importanti trofei vinti con il Manchester United furono la FA Cup nel 1989-1990 e la Coppa delle Coppe UEFA nel 1990-1991.

##### Middlesbrough
Si unì alla squadra di Middlesbrough F.C. poco prima dell'inizio della stagione 1994–95 dove ritrovò Bryan Robson, ex compagno di squadra allo United e nuovo giocatore-allenatore del Boro. Contribuì alla promozione del Middlesbrough nella Premier League, giocando 30 partite in campionato e segnando 2 gol. Partecipò anche alla sconfitta nella finale della FA Cup del 1997 contro il Chelsea. Nel periodo in cui militava nel Middlesbrough, è stato anche per breve tempo in prestito al Bristol City.

##### Fine della carriera
Dopo il Middlesbrough, ebbe due brevi periodi da giocatore nel Barnsley e Notts County. Ormai all'età di 36 anni, iniziò a giocare per squadre non professionistiche, prima per la Leigh RMI e poi per la Bangor City in Galles.
Ha fatto anche una breve apparizione nella partita di beneficenza Manchester United Legends vs. Real Madrid Legends il 2 giugno 2013 a Old Trafford, dove il Real Madrid ha vinto 2-1.

#### Nazionale
Può vantare ben 39 apparizioni per la nazionale gallese, segnando un gol. Esordì il 26 febbraio 1985, in un'amichevole finita 1-1 contro la Norvegia e giocò la sua ultima partita il 29 marzo 1997.

### Allenatore
Nel 2006 fu assunto come allenatore della squadra di Bangor City ma non ebbe molto successo e andò ad allenare il Porthmadog F.C. nel 2007. Dopo di che, fu richiamato da Alex Ferguson e oggi allena gli Under-15 del Manchester United, insieme all'ex compagno di squadra e attuale direttore dell'accademia dei giovani del Manchester United, Brian McClair.

## Palmarès

### Giocatore

#### Competizioni nazionali
- Campionato inglese: 2

Manchester United: 1992-1993, 1993-1994
- Coppa d'Inghilterra: 4

Manchester United: 1982-1983, 1984-1985, 1989-1990, 1993-1994
- Coppa di Lega inglese: 1

Manchester United: 1991-1992
- Community Shield: 4

Manchester United: 1983, 1990, 1993, 1994
- Campionato inglese di seconda divisione: 1

Middlesbrough: 1994-1995

#### Competizioni internazionali
- Coppa delle Coppe: 1

Manchester United: 1990-1991
- Supercoppa UEFA: 1

Manchester United: 1991